# Hamatecjum

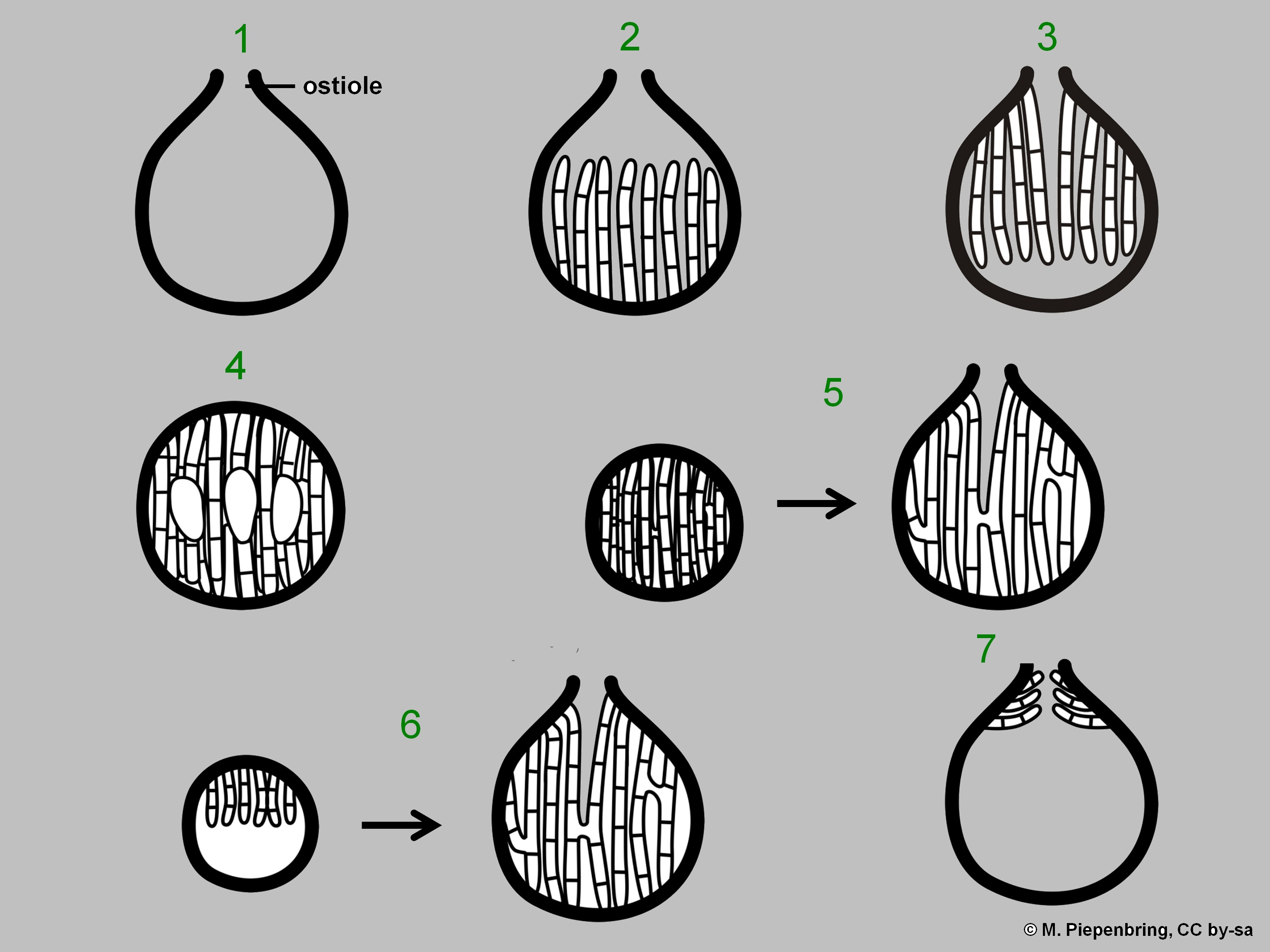
Typy hamatecjum: 1 – pusty owocnik, 2 – z parafizami, 3 – z parafizami wierzchołkowymi, 4 – ze strzępkami pseudparenchymy, 5 – z parafyzoidami, 6 – z pseudoparafizami, 7 – z peryfizami

Hamatecjum – wszystkie płonne struktury znajdujące się w owocnikach grzybów. Są to różnego rodzaju płonne strzępki, wśród których wyróżnia się następujące elementy:
- pseudoparenchyma międzyworkowa w postaci nieregularnie rozmieszczonych strzępek między workami
- wstawki (parafizy, parafyzy) – wydłużone strzępki o cylindrycznym lub maczugowatym kształcie, zazwyczaj rozgałęzione i wielokomórkowe
- nibywstawki (pseudoparafizy, pseudoparafyzy) – dość szerokie strzępki wyrastające powyżej poziomu worków i dorastające do dna owocnika
- parafyzoidy – strzępki powstające zazwyczaj przed rozwojem worków i węższe od parafyz
- peryfyzoidy – krótkie strzępki wyrastające ze ścian worka i rosnące w dół
- peryfizy (peryfyzy) – krótkie i nierozgałęzione strzępki u ujścia szyjki owocnika

Występowanie i morfologia elementów hamatecjum mają duże znaczenie przy oznaczaniu wielu gatunków grzybów, zwłaszcza mikroskopijnych. Zazwyczaj w owocnikach występują tylko niektóre z tych elementów. U niektórych grzybów, np. u mączniakowców (Erysiphales) brak jakichkolwiek elementów hamatecjum.
Płodne elementy to hymenium.